# Arcidiocesi di Reims

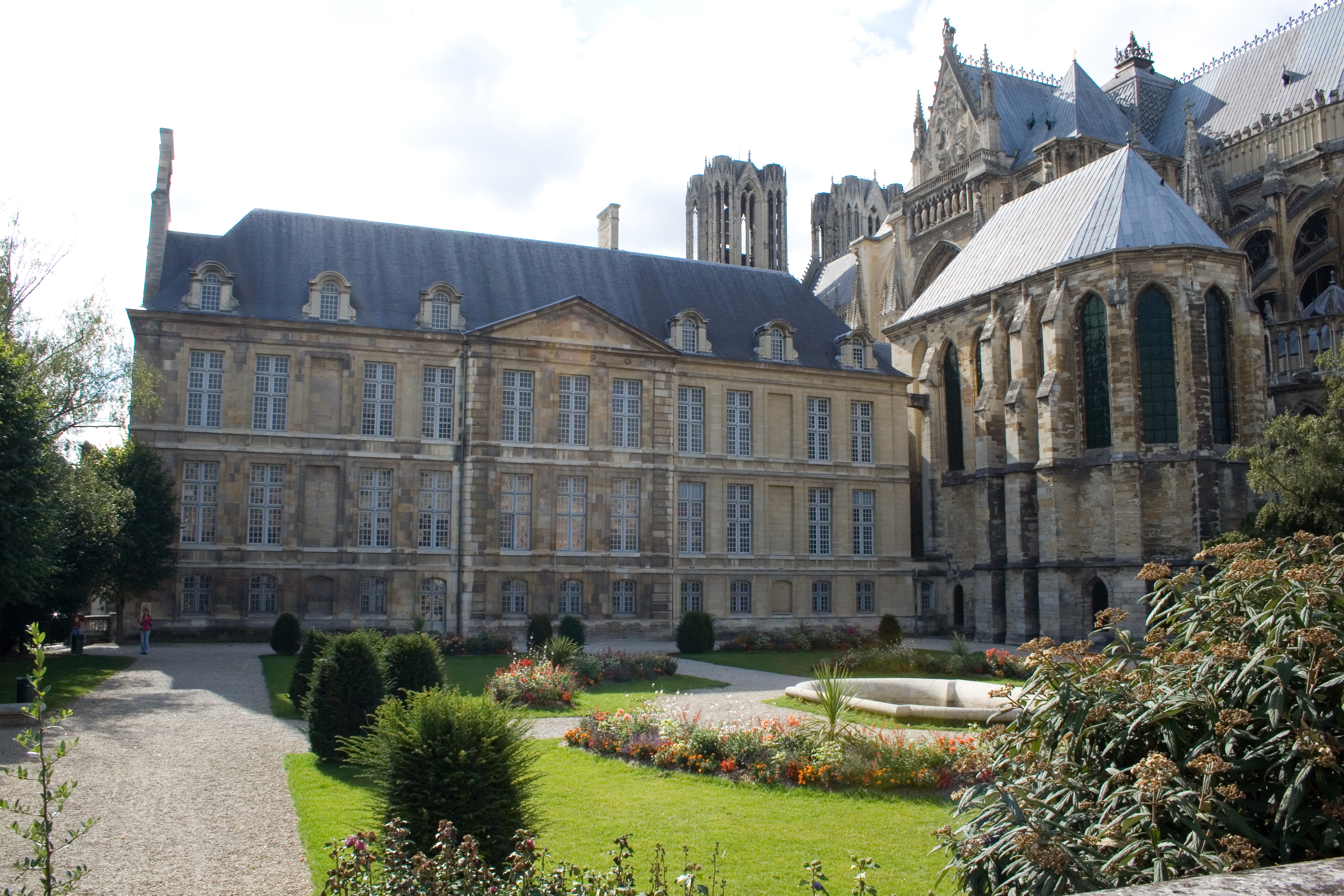
Il Palazzo del Tau a fianco della cattedrale è l'antica residenza degli arcivescovi di Reims, che diventava residenza reale quando i re si recavano a Reims per l'incoronazione; oggi ospita il Musée de l'Oeuvre o museo della cattedrale.

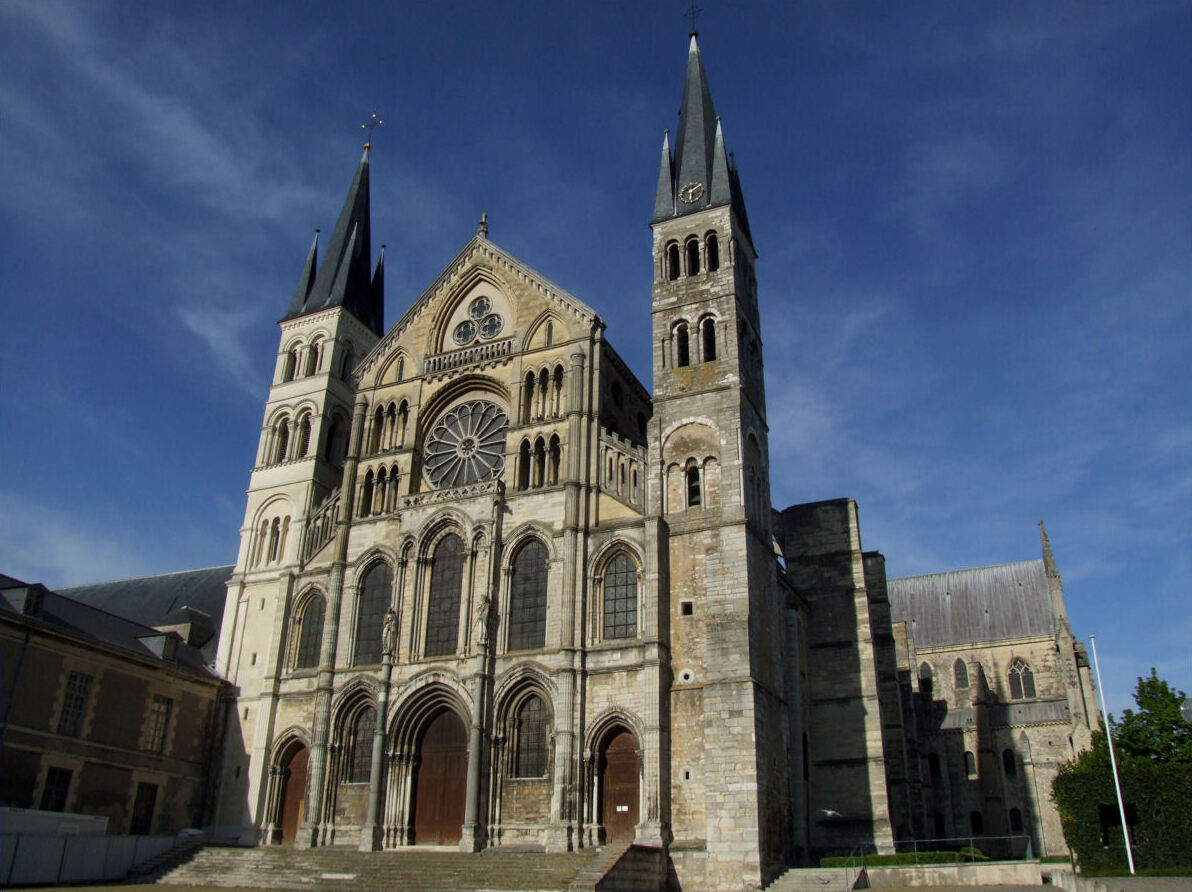
La basilica abbaziale di Saint-Remi, costruita a partire dall'XI secolo.

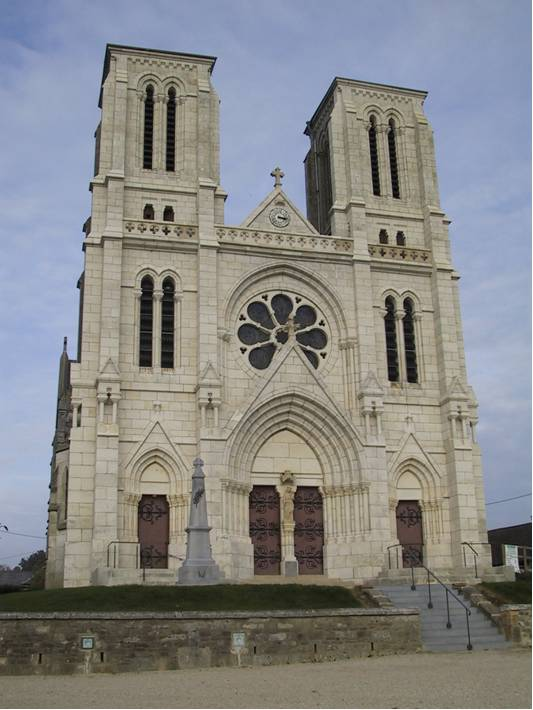
La chiesa Notre-Dame-de-Bon-Secours a Neuvizy che, a causa dei frequenti pellegrinaggi, è soprannominata la Lourdes delle Ardenne.

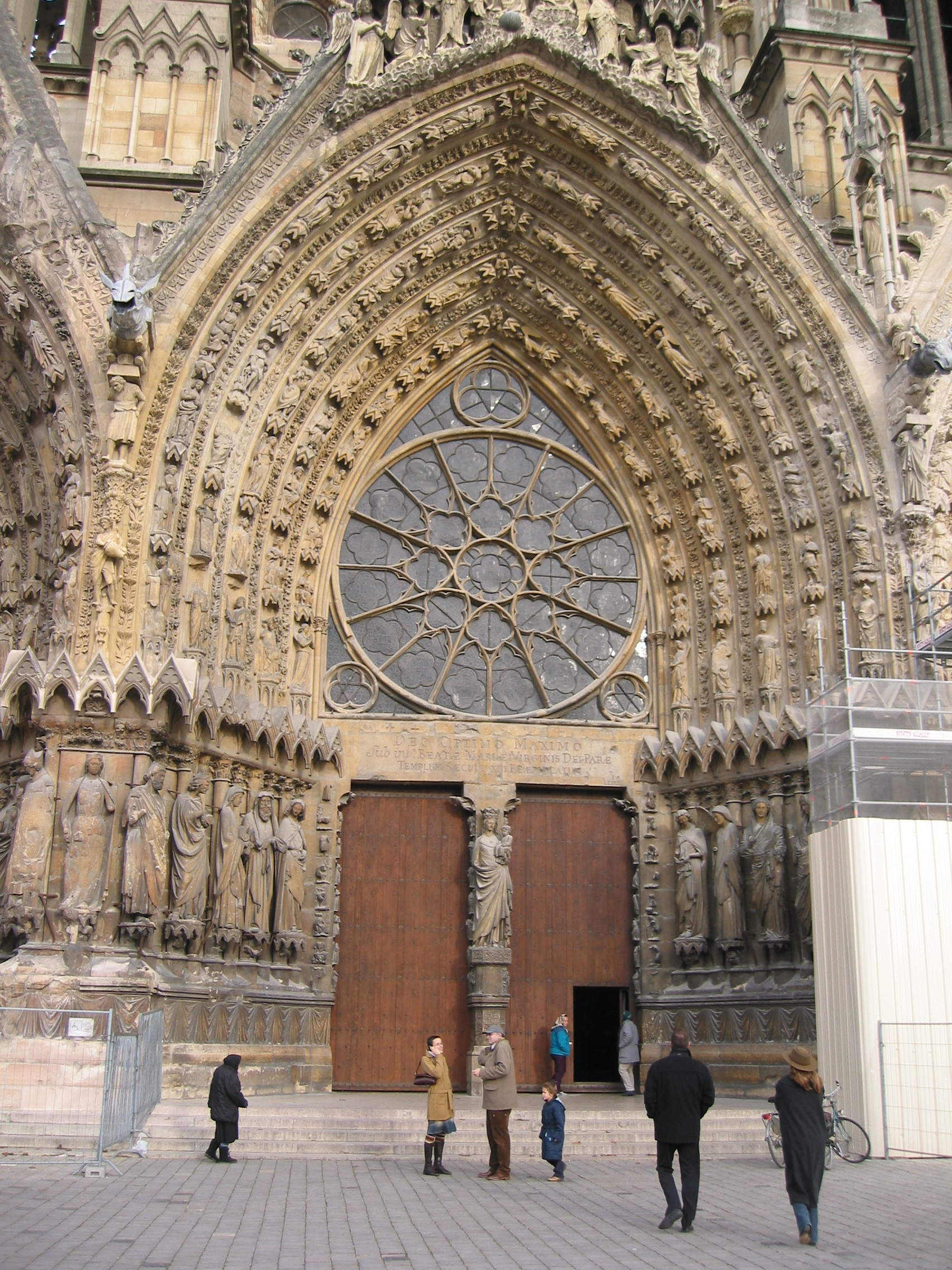
Portale della cattedrale di Reims.

L'arcidiocesi di Reims (in latino Archidioecesis Remensis) è una sede metropolitana della Chiesa cattolica in Francia. Nel 2022 contava 563 000 battezzati su 607 606 abitanti. È retta dall'arcivescovo Éric de Moulins-Beaufort.

## Territorio
L'arcidiocesi comprende il dipartimento delle Ardenne, e l'arrondissement di Reims nel dipartimento della Marna.
Sede arcivescovile è la città di Reims, dove si trova la cattedrale di Notre-Dame. Nel territorio diocesano sorgono anche tre basiliche minori: Saint-Remi e Santa Clotilde a Reims, e Notre-Dame de Mézières a Charleville-Mézières.
Il territorio si estende su 6931 km² ed è suddiviso in 76 parrocchie, a loro volta raggruppate in 4 grandi zone e 13 settori pastorali:
- zona di Reims: Reims Centro, Reims Nord, Reims Est, e Reims Ovest;
- zona rurale della Champagne: Montagne-Val d'Or, Tardenois-Vesle, La Suippe e Rethélois-Porcien-Retourne;
- zona industriale delle Ardenne: Charleville-Mézières e Valle della Mosa;
- zona rurale delle Ardenne: Thiérache, Vouzinois e Sedan-Yvois.

### Provincia ecclesiastica
La provincia ecclesiastica di Reims comprende 6 suffraganee:
- diocesi di Amiens;
- diocesi di Beauvais;
- diocesi di Châlons;
- diocesi di Langres;
- diocesi di Soissons;
- diocesi di Troyes.

### Istituti religiosi

#### Istituti religiosi maschili
- Compagnia di Gesù
- Fratelli delle scuole cristiane
- Istituto Cammino Nuovo
- Ordine di San Benedetto
- Società salesiana di San Giovanni Bosco

#### Istituti religiosi femminili
- Ausiliatrici delle anime del Purgatorio
- Canonichesse di Sant'Agostino della Congregazione di Nostra Signora
- Carmelitane
- clarisse
- Figlie della Santa Infanzia di Gesù e di Maria
- Piccole sorelle dei poveri
- Religiose di Maria Immacolata
- Religiose di Nazareth
- Società delle figlie del Cuore di Maria
- Suore benedettine di Santa Batilde
- Suore del Santissimo Salvatore
- Suore del Santo Bambino Gesù
- Suore dell'Annunciazione di Bobo-Dioulasso
- Suore della Sacra Famiglia di Bordeaux
- Suore francescane riparatrici di Gesù Ostia
- Trappiste

## Storia
Durocortorum era il capoluogo e il principale centro del popolo celtico dei Remi. Nel IV secolo, la civitas Remorum era la capitale della provincia romana della Gallia Belgica seconda, come attestato dalla Notitia Galliarum dell'inizio del V secolo.
La tradizione attribuisce l'evangelizzazione del territorio dei Remi nella seconda metà del III secolo ai santi Sisto e Sinnicio, considerati fondatori e primi vescovi di Reims. Il primo vescovo storicamente documentato è Imbetausio, che prese parte al concilio di Arles del 314.
Con l'affermarsi dell'organizzazione ecclesiastica, Durocortorum divenne sede metropolitana della provincia ecclesiastica, modellata su quella civile, che comprendeva le diocesi suffraganee di Soissons, Châlons, Vermand (sede poi trasferita a Noyon), Arras, Cambrai, Tournai, Senlis, Beauvais, Amiens e Thérouanne.
Celebre fra i primi vescovi fu san Remigio, vissuto tra i V ed il VI secolo, che riorganizzò la sua arcidiocesi e l'intera provincia ecclesiastica, e che cedette una porzione del territorio di Reims a vantaggio dell'erezione della diocesi di Laon, che divenne sua nuova sede suffraganea.
Storico privilegio degli arcivescovi di Reims fu quello di consacrare i re di Francia con l'olio della Santa Ampolla. Nell'attuale cattedrale furono consacrati venticinque re, da Luigi VIII a Carlo X. La prassi, iniziata nel X secolo, sarà confermata nel 999 da una bolla Apostolici culminis di papa Silvestro II, che era stato arcivescovo di Reims.
Nel 1023 il vescovo Ebles acquisì la contea di Reims, che fra il 1060 e il 1170 fu elevata al rango di ducato, con il titolo di pari di Francia.
Nel 1089, con la bolla Potestatem ligandi di papa Urbano II, agli arcivescovi di Reims fu concesso il titolo di primate della Gallia Belgica. Sono inoltre legati nati della Santa Sede. Fra i privilegi civili ebbero il diritto di battere moneta e di mantenere guardie armate. Alla loro elezione si recavano in visita nelle diocesi suffraganee, dove all'arrivo del metropolita, dichiarato giorno festivo, i notabili civili ed ecclesiastici si recavano a riverirlo, i detenuti erano liberati e gli esiliati riammessi.
Il 12 maggio 1559 Cambrai fu elevata ad arcidiocesi metropolitana, sottraendosi alla giurisdizione metropolitica di Reims insieme con le diocesi di Arras e di Tournai. Nella stessa data la diocesi di Thérouanne fu soppressa e il suo territorio diviso fra tre nuove diocesi: Boulogne, suffraganea di Reims; Saint-Omer e Ypres.
Nel 1564 il cardinale Carlo di Lorena fondò il seminario arcivescovile; è il primo seminario fondato in Francia, appena un anno dopo la decisione del concilio di Trento, che stabiliva con il decreto Cum adulescentium aetas del 15 luglio 1563, la creazione di scuole apposite di teologia per la formazione del clero.
Nel 1677 l'arcivescovo Charles-Maurice Le Tellier diede alle stampe un Rituale per l'arcidiocesi, che sebbene fosse a grandi linee conforme al Rituale romano del 1614, includeva delle spiegazioni dei riti in francese.
In seguito al concordato con la bolla Qui Christi Domini di papa Pio VII del 29 novembre 1801 l'arcidiocesi fu soppressa e il suo territorio fu spartito tra le diocesi di Meaux (dipartimento della Marna) e di Metz (dipartimento delle Ardenne). L'arcivescovo Alexandre-Angélique de Talleyrand-Périgord non diede subito le dimissioni, come impostogli dal papa, ma solo nel 1816, malgrado l'arcidiocesi non ci fosse più.
Un nuovo concordato, stipulato nel giugno 1817, prevedeva il ristabilimento della diocesi. Per questo fu nominato, il 1º ottobre 1817, come nuovo arcivescovo di Reims Jean-Charles de Coucy. Ma questo concordato non entrò mai in vigore, in quanto non ratificato dal Parlamento di Parigi; per cui anche la nomina del Coucy rimase senza effetto.
Il 6 ottobre 1822 l'arcidiocesi fu effettivamente ristabilita in virtù della bolla Paternae charitatis del medesimo papa Pio VII, ed ebbe come suffraganee le diocesi di Amiens, Soissons, Châlons e Beauvais. Solo dopo questa data l'arcivescovo Jean-Charles de Coucy poté prendere possesso della sua sede.
L'8 dicembre 2002, con la riorganizzazione delle province ecclesiastiche francesi, entrarono nella provincia ecclesiastica di Reims le diocesi di Langres e di Troyes.

## Cronotassi dei vescovi
Un antico catalogo episcopale di Reims è stato utilizzato da Flodoardo (894-966) per la stesura della sua Historia Remensis ecclesiae, ed era già conosciuto all'epoca dell'arcivescovo Incmaro († 882). Tuttavia nessuno degli antichi cataloghi giunti fino ai nostri tempi è anteriore all'XI secolo; di questi sono noti almeno sei esemplari diversi, che arrivano fino a Henri de Dreux († 1240).
Nella seguente cronotassi, si omettono i periodi di sede vacante non superiori ai 2 anni o non storicamente accertati.
- San Sisto †
- San Sinnicio †
- Sant'Amazio o Amando †
- Imbetausio † (menzionato nel 314)
- Aperio †
- Discolio ? † (menzionato nel 346)[9]
- San Materniano †
- San Donaziano †
- San Vivenzio †
- Severo †
- San Nicasio †[10]
- Baruc †
- Baruzio †[11]
- Barnaba †
- Bennadio †[12]
- San Remigio † (prima del 475 circa - dopo il 511)[13]
- San Romano †
- Flavio † (menzionato nel 535)
- Mapinio † (menzionato nel 549)
- Egidio † (prima del 573 - novembre 590 deposto)
- Romulfo † (circa 590 - ?)
- Sonnazio † (prima del 613 - dopo il 627)
- Leudigisilo † (all'epoca del re Dagoberto I)
- Angelberto †
- Landone † (all'epoca del re Sigeberto III)
- San Nivardo † (prima del 657 - 1º settembre circa 673 deceduto)
- San Reolo † (prima del 17 aprile 674 - dopo il 688 o 689)
- San Rigoberto † (prima del 714 - dopo il 717)[14]
  - Milone † (circa 717 - 744 deposto) (amministratore, imposto da Carlo Martello)
- Sant'Abele † (744 - 745?)[15]
- Turpino † (748 o 749 - 2 settembre 794 deceduto)
  - Sede vacante (794-803)
- Vulfario † (808 - ottobre 816 deceduto)
- Ebbone † (816 o 817 - 4 marzo 835 deposto)[16]
  - Sede vacante (835-845)[17]
- Incmaro † (aprile 845[18] - 23 dicembre 882 deceduto)
- Folco il Venerabile † (7 marzo 883 - 17 giugno 900 deceduto)
- Erveo † (6 luglio 900 - 2 luglio 922 deceduto)
- Seulfo † (922 - 1º settembre 925 deceduto)
  - Sede vacante (925-932)[19]
- Artaldo † (932 - 940 deposto)
- Ugo di Vermandois † (940 - 946 deposto)[20]
- Artaldo † (946 - 30 settembre 961 deceduto) (per la seconda volta)
- Odelrico † (aprile 962 - 6 novembre 969 deceduto)
- Adalberone, O.S.B. † (969 - 23 gennaio 989 deceduto)
- Arnolfo † (989 - 17 o 18 giugno 991 deposto)
- Gerberto d'Aurillac † (circa 21 giugno 991 - aprile 998 nominato arcivescovo di Ravenna)[21]
- Arnolfo † (aprile 998 - 5 marzo 1021 deceduto) (per la seconda volta)[22]
- Ebles de Roucy † (1021 - 11 maggio 1033 deceduto)
- Guy de Châtillon † (luglio 1033 - 1º ottobre 1055 deceduto)
- Gervais de Château-du-Loir † (15 ottobre 1055 - 4 luglio 1067 deceduto)
- Manasse de Gournay † (1069 - 1080 deposto)
  - Elinand de Léon † (1081 - 1083) (intruso)
- Renaud du Bellay † (1083 - 21 gennaio 1096 deceduto)
- Manasse di Châtillon † (30 marzo 1096 - 17 settembre 1106 deceduto)
  - Gervaso di Rethel † (1106 - 1107) (intruso)[23]
- Raoul le Verd, † (1106 - 23 luglio 1124 deceduto)
- Raymond de Martigné † (dopo il 15 dicembre 1124 - 13 gennaio 1138 deceduto)
- Samson de Mauvoisin † (1140 - 21 settembre 1161 deceduto)
- Enrico di Francia † (14 gennaio 1162 - 13 novembre 1175 deceduto)
- Guglielmo dalle Bianche Mani o Guillaume de Champagne † (8 agosto 1176 - 7 settembre 1202 deceduto)
- Beato Guy Paré, O.Cist. † (6 luglio 1204 - 30 luglio 1206 deceduto)
- Albéric de Humbert † (1º luglio 1207 - 24 dicembre 1218 deceduto)
- Guillaume de Joinville † (24 aprile 1219 - 6 novembre 1226 deceduto)
- Henri de Dreux o de Braine † (18 aprile 1227 - 6 luglio 1240 deceduto)
  - Sede vacante 1240-1245)
- Juhel de Manthefelon † (20 marzo 1245 - 18 dicembre 1250 deceduto)
- Thomas de Beaumetz † (4 marzo 1251 - 15 febbraio 1263 deceduto)
- Giovanni di Courtenay † (15 luglio 1266 - 17 agosto 1270 deceduto)
- Pierre Barbet † (17 aprile 1273 - 3 ottobre 1298 deceduto)
- Roberto di Courtenay † (10 aprile 1299 - 3 marzo 1324 deceduto)
- Guillaume de Trie † (28 marzo 1324 - 26 settembre 1334 deceduto)
- Jean de Vienne † (12 ottobre 1334 - 14 luglio 1351 deceduto)
- Hugues d'Arcy † (24 ottobre 1351 - 18 febbraio 1352 deceduto)
  - Umberto del Viennese, O.P. † (30 aprile 1352 - 22 maggio 1355 deceduto) (amministratore apostolico)
- Jean de Craon † (31 luglio 1355 - 26 marzo 1373 deceduto)
- Louis Thésait † (14 aprile 1374 - 12 ottobre 1375 deceduto)
- Richard Picque † (12 novembre 1375 - 6 dicembre 1389 deceduto)
- Ferry Cassinel † (29 gennaio 1390 - 26 maggio 1390 deceduto)
- Guy de Roye † (27 maggio 1390 - 8 giugno 1409 deceduto)
- Simone di Cramaud † (2 luglio 1409 - 14 aprile 1413 nominato amministratore apostolico di Poitiers)
- Pierre Troussel † (14 aprile 1413 - 16 dicembre 1413 deceduto)
- Renault de Chartres † (2 gennaio 1414 - 1444 deceduto)
- Giacomo Giovenale Orsini † (9 ottobre 1444 - 3 marzo 1449 nominato patriarca di Antiochia)
- Giovanni Giovenale Orsini † (3 marzo 1449 - 14 luglio 1473 deceduto)
- Pierre de Montfort de Laval † (8 ottobre 1473 - 14 luglio 1493 deceduto)
- Robert Briçonnet † (18 settembre 1493 - 26 luglio 1497 deceduto)
- Guillaume Briçonnet † (24 agosto 1497 - 15 luglio 1507 nominato arcivescovo di Narbona)
- Carlo Domenico del Carretto † (16 settembre 1507 - 5 aprile 1509 nominato arcivescovo di Tours)[24]
- Robert de Lénoncourt † (28 marzo 1509 - 25 settembre 1532 deceduto)
  - Giovanni di Lorena † (16 novembre 1532 - 1538 ? dimesso) (amministratore apostolico)
- Carlo di Lorena † (6 febbraio 1538 - 26 dicembre 1574 deceduto)
- Luigi di Guisa † (1574 - 24 dicembre 1588 deceduto)
  - Sede vacante (1588-1591)
- Nicolas de Pellevé † (10 maggio 1591 - 26 marzo 1594 deceduto)
  - Sede vacante (1594-1598)
- Philippe du Bec † (7 gennaio 1598 - 10 gennaio 1605 deceduto)
- Luigi di Guisa † (10 gennaio 1605 succeduto - 21 giugno 1621 deceduto)
- Guillaume de Gifford, O.S.B. † (5 dicembre 1622 - 11 aprile 1629 deceduto)
  - Enrico II di Guisa (17 settembre 1629 - 1641 dimesso) (vescovo eletto)
- Léonore d'Estampes de Valençay † (10 novembre 1642 - 6 o 8 aprile 1651 deceduto)
  - Sede vacante (1651-1667)
  - Enrico II di Savoia-Nemours † (1651 - 1657 dimesso) (vescovo eletto)
- Antonio Barberini (iuniore) † (18 luglio 1667[25] - 3 agosto 1671 deceduto)
- Charles-Maurice Le Tellier † (3 agosto 1671 succeduto - 22 febbraio 1710 deceduto)
- François de Mailly † (1º dicembre 1710 - 13 settembre 1721 deceduto)
- Armand-Jules de Rohan-Guémené † (6 luglio 1722 - 28 agosto 1762 deceduto)
- Charles-Antoine de la Roche-Aymon † (24 gennaio 1763 - 27 ottobre 1777 deceduto)
- Alexandre-Angélique de Talleyrand-Périgord † (27 ottobre 1777 succeduto - 8 novembre 1816 dimesso)[26]
  - Sede soppressa (1801-1822)
- Jean-Charles de Coucy † (1º ottobre 1817 - 9 marzo 1824 deceduto)
- Jean-Baptiste de Latil † (12 luglio 1824 - 1º dicembre 1839 deceduto)
- Thomas-Marie-Joseph Gousset † (13 luglio 1840 - 22 dicembre 1866 deceduto)
- Jean-Baptiste-François-Anne-Thomas Landriot † (27 marzo 1867 - 8 giugno 1874 deceduto)
- Benoît-Marie Langénieux † (21 dicembre 1874 - 1º gennaio 1905 deceduto)
- Louis-Henri-Joseph Luçon † (21 febbraio 1906 - 28 maggio 1930 deceduto)
- Emmanuel Célestin Suhard † (23 dicembre 1930 - 11 maggio 1940 nominato arcivescovo di Parigi)
- Louis-Agustin Marmottin † (21 agosto 1940 - 9 maggio 1960 deceduto)
- François Marty † (9 maggio 1960 succeduto - 26 marzo 1968 nominato arcivescovo di Parigi)
- Émile André Jean-Marie Maury † (25 giugno 1968 - 16 dicembre 1972 dimesso)
- Jacques-Eugène-Louis Ménager † (13 luglio 1973 - 8 agosto 1988 ritirato)
- Jean Marie Julien Balland † (8 agosto 1988 - 27 maggio 1995 nominato arcivescovo di Lione)
- Gérard Denis Auguste Defois (4 settembre 1995 - 2 luglio 1998 nominato arcivescovo, titolo personale, di Lilla)
- Thierry Romain Camille Jordan (20 luglio 1999 - 18 agosto 2018 ritirato)
- Éric de Moulins-Beaufort, dal 18 agosto 2018

## Statistiche
L'arcidiocesi nel 2022 su una popolazione di 607 606 persone contava 563 000 battezzati, corrispondenti al 92,7% del totale.
| anno | popolazione | popolazione | popolazione | presbiteri | presbiteri | presbiteri | presbiteri                | diaconi | religiosi | religiosi | parrocchie |
| anno | battezzati  | totale      | %           | numero     | secolari   | regolari   | battezzati per presbitero | diaconi | uomini    | donne     | parrocchie |
| ---- | ----------- | ----------- | ----------- | ---------- | ---------- | ---------- | ------------------------- | ------- | --------- | --------- | ---------- |
| 1950 | 322 107     | 429 477     | 75,0        | 490        | 460        | 30         | 657                       |         | 112       | 725       | 614        |
| 1970 | 537 598     | 550 198     | 97,7        | 490        | 409        | 81         | 1 097                     |         | 143       | 693       | 208        |
| 1980 | 575 000     | 594 000     | 96,8        | 373        | 316        | 57         | 1 541                     |         | 112       | 544       | 710        |
| 1990 | 581 000     | 594 000     | 97,8        | 251        | 224        | 27         | 2 314                     | 2       | 63        | 402       | 709        |
| 1999 | 582 000     | 595 922     | 97,7        | 209        | 189        | 20         | 2 784                     | 15      | 70        | 306       | 76         |
| 2000 | 594 000     | 608 359     | 97,6        | 182        | 168        | 14         | 3 263                     | 20      | 58        | 306       | 76         |
| 2001 | 565 022     | 597 522     | 94,6        | 175        | 164        | 11         | 3 228                     | 20      | 49        | 314       | 76         |
| 2002 | 565 022     | 601 578     | 93,9        | 170        | 158        | 12         | 3 323                     | 22      | 54        | 317       | 76         |
| 2003 | 565 022     | 601 578     | 93,9        | 162        | 151        | 11         | 3 487                     | 22      | 49        | 260       | 76         |
| 2004 | 561 212     | 597 522     | 93,9        | 155        | 147        | 8          | 3 620                     | 22      | 45        | 270       | 76         |
| 2010 | 565 000     | 613 000     | 92,2        | 131        | 121        | 10         | 4 312                     | 29      | 33        | 191       | 76         |
| 2014 | 576 000     | 624 000     | 92,3        | 121        | 110        | 11         | 4 760                     | 34      | 33        | 200       | 76         |
| 2017 | 564 500     | 607 579     | 92,9        | 102        | 93         | 9          | 5 534                     | 33      | 33        | 179       | 76         |
| 2020 | 563 500     | 608 000     | 92,7        | 87         | 84         | 3          | 6 477                     | 34      | 17        | 160       | 76         |
| 2022 | 563 000     | 607 606     | 92,7        | 74         | 69         | 5          | 7 608                     | 36      | 19        | 158       | 76         |